# Volker Elis Pilgrim
Volker Elis Pilgrim (* 14. März 1942 in Wiesbaden als Volker Elis von Pilgrim; † 6. März 2022 in Ponsonby, Auckland City, Neuseeland) war ein deutscher Sachbuchautor, der auch unter den Pseudonymen Ellis Dohna und Max Melbo publizierte.

## Leben
Pilgrim entstammte einer preußischen Adelsfamilie und wuchs in einem Berliner Vorort in der DDR auf; 1960 floh er in die Bundesrepublik, wo er Psychologie, Geschichts- und Rechtswissenschaft, Soziologie, Musik sowie Film- und Theaterwissenschaft in Göttingen, Frankfurt am Main, Wiesbaden und München studierte und schließlich promovierte. 
Bekannt wurde Pilgrim in den 1970er Jahren als Vertreter der Männerbewegung (Manifest für den freien Mann) und des Veganismus (Zehn Gründe, kein Fleisch mehr zu essen). Pilgrim setzte sich in seinen viel gelesenen Büchern, die auch Spiegel-Bestseller wurden, wie Vatersöhne, Muttersöhne und Adieu Marx mit gestörten Eltern-Kind-Beziehungen und Entwicklungshemmnissen durch die Abhängigkeit von Projektionen der Eltern auseinander. Um 1980 brach er mit seinen eigenen Eltern, was er in seinem Buch Elternaustreibung verarbeiten sollte.
Zusammen mit Rosa von Praunheim realisierte Pilgrim 1981 für den RIAS die Hörfunksendung Auf der Suche nach dem neuen Mann. Neben seinen „Männerstudien“ befasste er sich auch mit dem Phänomen des Serienmörders (Du kannst mich ruhig Frau Hitler nennen, Hitler 1 und Hitler 2).
Pilgrim lebte von 1982 bis 2008 abwechselnd in Australien und Neuseeland. 1989 wurde er australischer Staatsbürger und änderte seinen Namen in Max Melbo. 2008 nach Deutschland zurückgekehrt, veröffentlichte er Die Königsfälschung, in dem er die These vertrat, Ludwig XIV. sei kein leibliches Kind seiner Eltern Ludwig XIII. und Anna von Österreich gewesen.
Pilgrim starb im März 2022, eine Woche vor seinem 80. Geburtstag, in Neuseeland.

## Werke
- Der urheberrechtliche Schutz der angewandten Formgestaltung. Dissertation. Univ., Rechtswiss. Fak. Frankfurt am Main 1971
- Hausfrau der Nation oder Deutschlands Supersau? Zeugnisse eines Ausbruchs. ausgew. und kommentiert von Volker Elis Pilgrim, Rohr, München 1973, über Helga Goetze
- Der Untergang des Mannes. Kurt Desch, München 1973; überarb. und aktualisiert Rowohlt, Reinbek bei Hamburg 1986, ISBN 3-499-17958-X. Selbstkritik als Gesellschaftskritik, Aufdeckung der Mechanismen der latent-homosexuellen Männergesellschaft
- Dressur des Bösen. Zur Kultur der Gewalt. Kurt Desch, München 1974; überarb. und aktualisiert unter dem Titel Dressur zum Bösen. Warum wir uns selber und andere kaputt machen. Rowohlt, Reinbek bei Hamburg 1986, ISBN 3-499-18201-7. Darstellung der Familie als Ursprung des Bösen, Entzauberung der Idylle >Mutter-Kind<
- Der selbstbefriedigte Mensch. Freud und Leid der „Onanie“. Kurt Desch, München 1975; überarb. und erweiterte Ausg. Rowohlt 1985, ISBN 3-499-17904-0. Verteidigung der Selbstbefriedigung, Angriff auf die Sexualitätsregelung als Partnersexualität
- Sex antarcticus. Edition Lentz, München 1975, ISBN 3-88010-023-3.
- Mitverfasser: Männerbilder. Geschichten und Protokolle von Männern. Trikont-Verlag, München 1976, ISBN 3-88167-002-5.
- Manifest für den freien Mann. Trikont-Verlag, München 1977; erweitert mit 2. Teil Rowohlt, Reinbek bei Hamburg 1983, ISBN 3-499-18220-3. Programm für die praktische Veränderung männlichen Verhaltens
- Frau Dr. Johnsohn. Stück in 2 Akten. S.Fischer, Frankfurt am Main 1977. Pilgrims erstes Theaterstück
- mit Alexej Mend: Das Paradies der Väter. Beltz & Gelberg, Weinheim 1980; überarb. und aktualisiert Rowohlt, Reinbek bei Hamburg 1987, ISBN 3-499-18207-6.
- Die Elternaustreibung. Roman. Claassen Verlag, Düsseldorf 1984; Rowohlt, Reinbek bei Hamburg 1986, ISBN 3-499-18205-X.
- als Ellis Dohna: Zehn Gründe, kein Fleisch mehr zu essen. Zweitausendeins, Frankfurt am Main 1985; erweiterte Ausg. Rowohlt, Reinbek bei Hamburg 1994, ISBN 3-499-18273-4.
- Muttersöhne. Claassen Verlag, Düsseldorf 1986; Rowohlt, Reinbek bei Hamburg 1989, ISBN 3-499-18240-8.
- Der Vampirmann. Über Schlaf, Depression und die Weiblichkeit. Eine Forschungsnovelle. Claassen Verlag, Düsseldorf 1989, ISBN 3-546-47487-2.
- Adieu Marx. Gewalt und Ausbeutung im Hause des Wortführers. Rowohlt, Reinbek bei Hamburg 1990, ISBN 3-498-05277-2. Neubearbeitung: Jenny, Helene, Marianne. Die drei Frauen von Karl Marx. Osburg, Hamburg 2018, ISBN 978-3-95510-156-5.
- Hrsg. mit Doris, Herbert Liffmann: Fremde Freiheit. Jüdische Emigration nach Australien, Briefe 1938–1940. Rowohlt, Reinbek bei Hamburg 1992, ISBN 3-498-05281-0.
- Vatersöhne. Rowohlt, Reinbek bei Hamburg 1993, ISBN 3-498-05284-5.
- Du kannst mich ruhig „Frau Hitler“ nennen. Frauen als Schmuck und Tarnung der NS-Herrschaft. Rowohlt, Reinbek bei Hamburg 1994, ISBN 3-498-05286-1.
- als Max Melbo: Die Königsfälschung. Louis XIV – Operation Kronprinz. Osburg, Berlin 2009, ISBN 978-3-940731-22-7.
- Hitler 1 und Hitler 2. Das sexuelle Niemandsland. Osburg, Hamburg 2017, ISBN 978-3-95510-140-4.(Rezension von Stephan Wackwitz in der FAZ vom 3. November 2017)[5]
- Hitler 1 und Hitler 2. Von der Männerliebe zur Lust am Töten. Osburg, Hamburg 2018, ISBN 978-3-95510-154-1.
- Hitler 1 und Hitler 2. Führers Militärgeheimnisse. Osburg, Hamburg 2018, ISBN 978-3-95510-166-4.
- Hitler 1 und Hitler 2. Doktor Frankensteins Supergau. Osburg, Hamburg 2019, ISBN 978-3-95510-184-8.

## Materialien
- Christof Görlich: Männer … Versuch einer Auseinandersetzung und Annäherung an Volker E. Pilgrim. Gewalt-Akad. Villigst, Schwerte 2009, ISBN 978-3-00-026781-9.
- Volker Elis Pilgrim: Werkgeschichte.